# Lechbruck am See
Lechbruck am See is een gemeente in de Duitse deelstaat Beieren, en maakt deel uit van het Landkreis Ostallgäu.
Lechbruck am See telt 2.759 inwoners.
Aitrang ·
Baisweil ·
Bidingen ·
Biessenhofen ·
Buchloe ·
Eggenthal ·
Eisenberg ·
Friesenried ·
Füssen ·
Germaringen ·
Görisried ·
Günzach ·
Halblech ·
Hopferau ·
Irsee ·
Jengen ·
Kaltental ·
Kraftisried ·
Lamerdingen ·
Lechbruck a.See ·
Lengenwang ·
Marktoberdorf ·
Mauerstetten ·
Nesselwang ·
Obergünzburg ·
Oberostendorf ·
Osterzell ·
Pforzen ·
Pfronten ·
Rettenbach a.Auerberg ·
Rieden ·
Rieden am Forggensee ·
Ronsberg ·
Roßhaupten ·
Rückholz ·
Ruderatshofen ·
Schwangau ·
Seeg ·
Stötten a.Auerberg ·
Stöttwang ·
Unterthingau ·
Untrasried ·
Waal ·
Wald ·
Westendorf